# Sworzeń geopolityczny
Sworzeń geopolityczny (ang. geopolitical pivots) – państwo, którego znaczenie nie wynika z jego potęgi czy ambicji, lecz z położenia geograficznego.
Sworzeń geopolityczny to termin funkcjonujący w teorii graczy i sworzni geopolitycznych, stworzonej przez amerykańskiego politologa polskiego pochodzenia, sowietologa i geostratega, Zbigniewa Brzezińskiego w 1997 roku. 
Państwa posiadające status sworznia geopolitycznego odgrywają istotną rolę dla graczy geopolitycznych, umożliwiając im dostęp do ważnych obszarów lub dostęp ten blokując. W pewnych przypadkach mogą stanowić tarczę obronną dla kluczowego kraju, bądź całego regionu. Niekiedy samo ich istnienie ma istotne znaczenie dla sąsiadujących z nimi graczy geopolitycznych, wpływając na ich politykę czy kulturę. Według Brzezińskiego, sworzniami geopolitycznymi są obecnie Ukraina, Azerbejdżan, Korea Południowa, Turcja i Iran.